# II symfonia Schuberta
II symfonia B-dur (D 125) – symfonia skomponowana przez Franza Schuberta na przełomie 1814 i 1815 roku.

## Historia
Jesienią 1814 roku Schubert komponuje kilka pieśni, w tym słynną Gretchen am Spinrade (Małgorzatę przy kołowrotku) (D. 118) 10 grudnia 1814 Schubert rozpoczyna prace nad Symfonią B-dur. 26 grudnia 1814 kończy część pierwszą. 25 lutego 1815 rozpoczyna komponować ostatnią część. 24 marca 1815 symfonia zostaje ukończona.
II Symfonia B-dur została dedykowana Innocentemu Langowi, dyrektorowi konwiktu, w którym Schubert przebywał w latach 1808–1813. Symfonia została wykonana prawdopodobnie przez orkiestrę konwiktową w 1815 roku. Pierwsze publiczne wykonanie miało miejsce 20 października 1877 w Crystal Palace w Londynie pod dyrekcją Augusta Mannsa.
II Symfonia B-dur Schuberta została opublikowana przez Johannesa Brahmsa w 1884 roku i wydana drukiem przez wydawnictwo Breitkopf & Härtel.

## Obsada
Skrzypce I, II, altówki, wiolonczele, kontrabasy, flet I, II, oboje, klarnety, fagot I, II, rogi, trąbka, kotły

## Części utworu
I Largo – Allegro vivace B-dur
II Andante Es-dur, 2/4
III Menuetto e trio: Allegro vivace Es-dur, 3/4
IV Presto vivace B-dur, 2/4

## Literatura
- Otto Erich Deutsch – The Schubert Thematic Catalogue, Dover Publications, Inc. New York, 1995.
- Tadeusz Marek - Schubert, PWM, Kraków, 1988.
- Brian Newbould – Schubert and the Symphony. A New Perspective, Toccata Press, 1992.